# Cantón de Lautrec
El cantón de Lautrec era una división administrativa francesa, que estaba situada en el departamento de Tarn y la región de Mediodía-Pirineos.

## Composición
El cantón estaba formado por diez comunas:
- Brousse
- Jonquières
- Lautrec
- Montdragon
- Montpinier
- Peyregoux
- Puycalvel
- Saint-Genest-de-Contest
- Saint-Julien-du-Puy
- Vénès

## Supresión del cantón de Lautrec
En aplicación del Decreto n.º 2014-170 de 17 de febrero de 2014, el cantón de Lautrec fue suprimido el 22 de marzo de 2015 y sus 10 comunas pasaron a formar parte del nuevo cantón de Llanura del Agoût.